# ماكبث (رواية)
ماكبث هي رواية للكاتب النرويجي يو نيسبو، تصور مأساة شكسبير في مسرحية ماكبث باعتبارها رواية إثارة حديثة وقاسية تدور أحداثها في مدينة فايف التي تعاني من الجريمة في سبعينيات القرن العشرين. كجزء من مشروع هوغارث شكسبير، تعيد هذه الرواية صياغة شخصية ماكبث ليس كبطل حرب، بل كمفتش شرطة متورط في عالم المخدرات والفساد. يو نيسبو، مؤلف وموسيقي نرويجي باع أكثر من 50 مليون نسخة في جميع أنحاء العالم بحلول عام 2021.

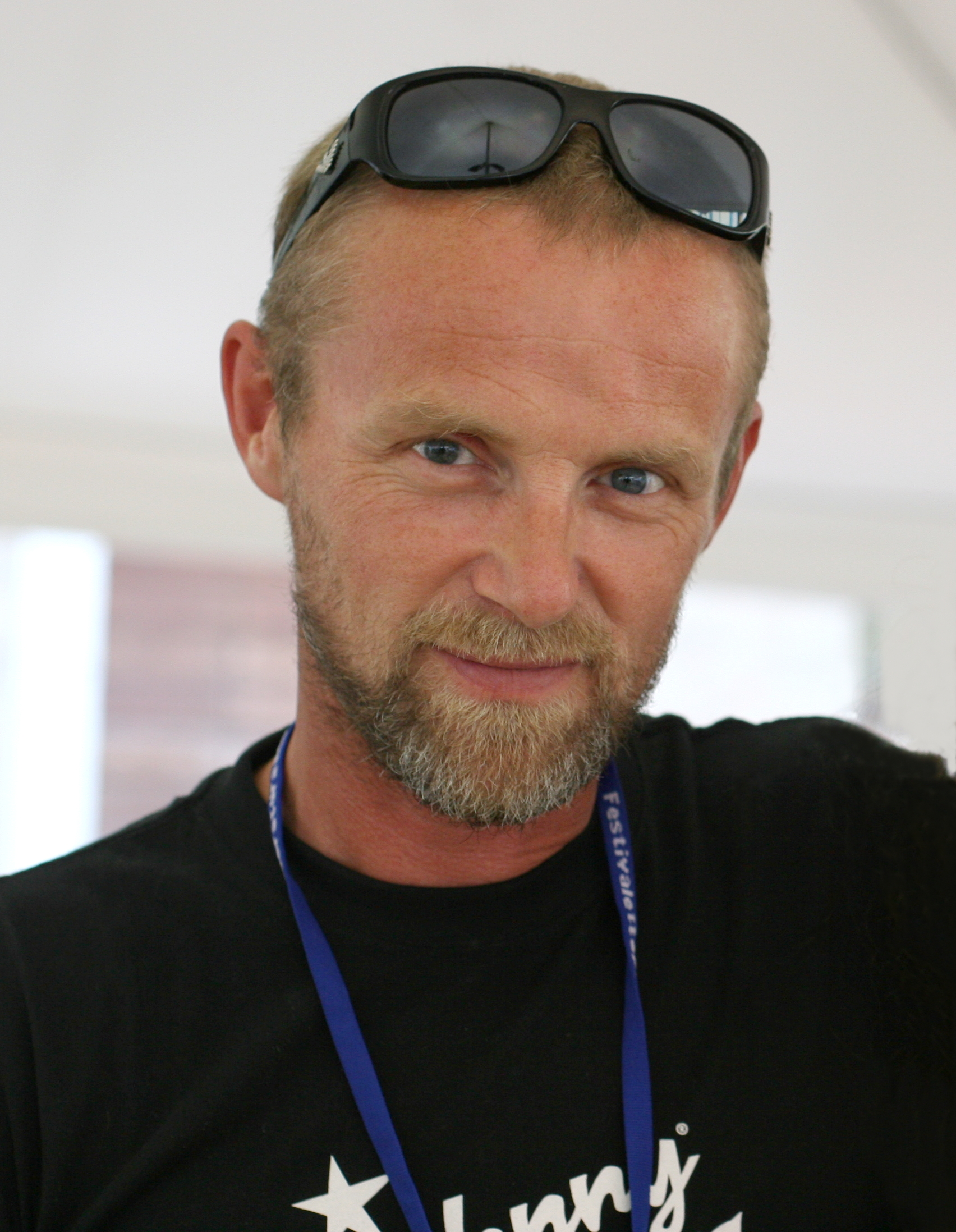
الكاتب يو نيسبو

## الشخصيات الرئيسية
1. ماكبث: يتميز مفتش الشرطة اليتيم بأنه شخص يمكن التلاعب به بسهولة وكان مدمنًا للمخدرات في السابق. توثق الرواية صعوده إلى السلطة وانحداره إلى الجنون بسبب عودته إلى استخدام برو، وهو مخدر كان شائعًا في شوارع فايف. يُصوَّر في البداية على أنه مخلص و محبوب من قبل من حوله من فريقه بالشرطة. ومع ذلك، مع صعوده للسلطة، يبدأ انحداره إلى الجنون، حيث ينمو جوعه إلى السلطة مع أحداث الرواية، حتى يؤدي ذلك إلى وفاته في نهاية الرواية.
2. ليدي: يتم تقديم حبيبة ماكبث على أنها مالكة كازينو قوية وقاسية حيث تتلاعب بماكبث ليقتل طريقه إلى السلطة بعد سماع نبوءته. وعلى غرار ماكبث، تنحدر أيضًا إلى الجنون بسبب استخدامها لمخدر برو وتدهور صحتها العقلية الذي حدث بسبب قتلها لطفلتها ليلي عندما كانت ليدي في الثالثة عشرة من عمرها. ينتهي تعاطيها للمخدرات بجرعة زائدة ووفاتها في النهاية بحلول نهاية الرواية.
3. داف: كان رئيس قسم المخدرات صديقًا مقربًا لماكبث في أيام التدريب، خاصة وأنهما نشأا في نفس دار الأيتام. يُوصف داف في البداية بأنه شخص يسهل التأثير عليه، ولكن بحلول نهاية الرواية يصبح أكثر ميلاً إلى أن يكون قائد. ومع تقدم الرواية وبعد مقتل دنكان، يصبح داف أحد الأشخاص القلائل الذين يشكون في ماكبث، مما يجعله على رأس قائمة قتلة ماكبث. وبهذه الطريقة، يصبح "عدوًا" لبطل الرواية ماكبث.
4. بانكو: يُوصف ضابط الشرطة بأنه شخصية مماثلة للأب لماكبث لأنه هو الذي ساعده بالخروج من الشوارع وأرسله إلى أكاديمية الشرطة. ومع ذلك، مع صعود ماكبث إلى السلطة، أصبح أكثر جنونًا تجاه من حوله مما أدى في النهاية إلى اغتيال بانكو وقطع رأسه.
5. هيكاتي: يُصوَّر تاجر المخدرات القوي كشخص متعجرف له علاقات متعددة في جميع أنحاء المدينة. كما يُقدَّم باعتباره مؤيدًا وحاميًا لماكبث، مما يؤدي إلى إساءة استخدامه لسلطته في المدينة.
6. سوينو: هو زعيم عصابة نورس رايدرز، والتي تشكل تهديدًا مستمرًا للشرطة. علاوة على ذلك، يضيف هو وعصابته طبقة من التهديد في الرواية حيث يتم تصويرهم على أنهم تجار مخدرات عنيفون.
7. دنكان: يتم تقديم المفوض الرئيسي المستهدف بسهولة كمرشد لماكبث في البداية، وقتل ماكبث هو ما يحرك أحداث الرواية.
8. كايثنس: هي واحدة من ضباط الشرطة القلائل الذين يتمتعون بالوعي الأخلاقي في الرواية. ومع ذلك، في حياتها، كانت على علاقة غرامية مع داف على الرغم من علمها بأن لديه زوجة وأطفال. كما تم تصويرها كواحدة من المصادر الجيدة القليلة في مدينة فاسدة بشدة، وبسبب هذا، فهي تقف كواحدة من معارضي ماكبث بحلول نهاية الرواية.
9. لينوكس: تم تصوير ضابط الشرطة غير الآمن في البداية كواحد من أقرب أصدقاء ماكبث، ومع ذلك تم الكشف عن أنه أحد مخبري هيكاتي مما أضاف طبقة خادعة لشخصيته. اعترافه المذاع نحو النهاية يمثل نهاية أجواء فاسدة بشدة ويدعم التغييرات الصغيرة نحو جمهورية وقيادة أفضل.
10. سايتون: يتم تقديمه كضابط شرطة وحشي متعطش للدماء يستخدم حاسة الشم للتنقل والعثور على أهدافه. علاوة على ذلك، يصبح اليد اليمنى لماكبث حيث يتألق ولاؤه لماكبث لأنه غالبًا ما يطيع أوامره دون التشكيك فيها.
11. عمدة تورتيل: العمدة الفاسد هو رمز للفساد والانحلال السياسي في المدينة. يدعم ماكبث في البداية، ولكن عندما يصبح تهديدًا لسلطته، يقف ضده.

## ملخص الحبكة

### الجزء 1. الفصول 1-9

#### الفصل 1
تبدأ الرواية بمشهد ممطر، وهو ما يؤسس لأسلوبها النويري منذ البداية. كما تم تصوير مدينة فايف المتخيلة على أنها مدينة موبوءة بالمخدرات وفاسدة للغاية مع ارتفاع معدلات البطالة. كما يبدأ الفصل الأول بمشهد زعيم فرقة التدخل السريع ماكبث وهو يقود عملية لمساعدة داف الذي تم إبلاغه بشحنة مخدرات غير قانونية. كما يؤسس الفصل الأول لماكبث كزعيم متعاطف ولكنه صارم مما يجعل فرقته أشبه بعائلة بالنسبة له، وهذا واضح من خلال قول ماكبث "أنت والأولاد عائلتي، بانكو. ماذا أحتاج غير ذلك؟". كما يؤسس الفصل الأول لهيكاتي كزعيمة مخدرات قوية للغاية تعمل بشكل أساسي من وراء الكواليس ويقدم تهديد عصابة نورس رايدرز والجهد القليل الذي بذله المفوض الرئيسي دنكان للقضاء عليهم.

#### الفصل 2
يستمر الفصل الثاني في العملية التي تتصاعد إلى إطلاق نار في النادي الذي كان يحمل شحنة مخدرات غير قانونية بسبب اقتحام ماكبث وفريقه. في هذا الفصل، يخبر داف ماكبث أنه يريد أن يكون الشخص الذي يقبض على زعيم العصابة سوينو. يتبع ذلك إطلاق نار في النادي.

#### الفصل 3
يلخص الفصل الثالث عواقب العملية، لا توجد وفيات من جانب قوات الشرطة، لكن العديد من الأشخاص يحتاجون إلى رعاية طبية. علاوة على ذلك، على الرغم من أن داف كان يعتقد أنه أطلق النار على سوينو وقتله، إلا أن أحد أفراد عصابة نورس رايدرز هو الذي قام ببساطة بتبديل الخوذة مع سوينو لحمايته. يشير هذا الفصل أيضًا إلى أن شخصًا من قوة الشرطة أبلغ سوينو بشأن مداهمة الشرطة لأنشطته غير القانونية، مما يضيف إلى موضوع الفساد في القصة. يؤدي هذا إلى ذهاب داف إلى المستشفى لتعذيب بعض أعضاء عصابة نورس رايدرز لمعرفة من أبلغهم.

#### الفصل 4
من خلال تعذيب داف، تمكن من اكتشاف أن كودور هو مصدر التسريب في قوة الشرطة. ومع ذلك، فإن كفاحه من أجل العدالة كان متأخرًا للغاية حيث تم الكشف عن أن كودور شنق نفسه. كما يؤسس هذا الفصل فجوة بين داف وزوجته حيث تبدو غير مهتمة بعمله في الشرطة وغالبًا ما تفشل محادثاتهما. أيضًا، في هذا الفصل، يستدعي المفوض الرئيسي دنكان داف إلى مكتبه مما يؤدي إلى اعتقاد داف بوجود ترقية وبما أنه قاد عملية ناجحة ضد نورس رايدرز، فقد كان لديه انطباع بأن الترقية ستذهب إليه. ومع ذلك، يسأله دنكان عن رأيه في ماكبث ليكون الشخص المناسب للوظيفة وعلى الرغم من أن داف يريد الإشارة إلى افتقار ماكبث إلى النزاهة لأنه كان متعاطيًا للمخدرات، إلا أنه لا يفعل ذلك وبدلاً من ذلك يؤيد ترقية ماكبث. يتضمن هذا الفصل أيضًا إخبار ماكبث بنبوءته إلى جانب بانكو مما يزرع فكرة كونه المفوض الرئيسي في ذهنه.

#### الفصل 5
يبدأ هذا الفصل بتقديم ليدي، حبيبة ماكبث. وهي صاحبة كازينو قوية تدعى أوبليسك ولديها العديد من الموظفين المخلصين. كما يقدم حساسية ليدي السخيفة وهي القدرة على معرفة متى يكذب عليها الناس من خلال التغييرات الدقيقة في لغة الجسد، كما يلمح إلى رؤية ليدي لأشباح الأطفال. يذهب ماكبث إلى كازينو ليدي ويبلغها بترقيته، مما يؤدي في النهاية إلى اقتراح ليدي بقتل دنكان. علاوة على ذلك، يقدم الفصل الخامس علاقات متعددة ليدي وماكبث، وبانكو وزوجته المتوفاة فيرا، ودوف وشريكته في علاقة خارج نطاق الزواج، كيثنيس.
الفصل 6
يقدم هذا الفصل القصة الخلفية لرومانسية ليدي وماكبث. دخل مدمن مخدرات إلى كازينو ليدي، وهدد بقتل الجميع، وكان ماكبث حاضرًا في مكان الحادث، وتمكن من التفاوض معه على لعبة بلاك جاك. ويتابع الفصل السادس أيضًا خطة ليدي لقتل دنكان، فتقول "الحياة لا تمنح أمثالنا الكثير من الفرص، يا عزيزي. علينا أن نغتنم الفرص القليلة التي تقدم نفسها". ورغم أن ماكبث كان متشككًا في البداية، إلا أن تلاعبها المستمر أدى إلى اقتناعه أكثر.
الفصل 7
تتابع ليدي خطتها وتقيم حفلة احتفالاً بماكبث وتدعو قوات الشرطة والأهم من ذلك هدفها دنكان. تخبر ماكبث أنها ستعطي الحراس مخدرات وتلصق بهم جريمة قتل دنكان، ومع المزيد من المقاومة، يقتنع ماكبث أخيرًا ويقول "ستكونين سبب موتي، سيدتي، هل تعلمين ذلك؟"، وهو ما ينبئ بطريقة ما بوفاته. يلمح هذا الفصل أيضًا إلى أن ليدي قتلت طفلها بضرب رأسه بالحائط.
الفصل 8
حتى يتمكن ماكبث من ارتكاب جريمة القتل، يبدأ في الرغبة في تناول المشروب مرة أخرى. وبينما ينزل إلى الشارع لشرائه، يرفضه العديد من التجار لأنه معروف للمجتمع كضابط شرطة. ومع ذلك، وبمحض الصدفة، يجده ستريجا الذي يعمل تحت إمرة هيكاتي ويعطيه حقيبة مجانية، حيث يقول إنها هدية من هيكاتي. بعد تعاطيه للمخدرات، يعود ماكبث إلى الكازينو ليجد دنكان نائمًا في غرفة، وبسبب تأثيره المخدر، يهلوس دنكان واقفًا خلفه ويوجه مسدسًا إليه مما يؤدي إلى قيام ماكبث بإلقاء الخنجر عليه.
الفصل 9
تتكون عواقب مقتل دنكان من قيام ليدي باستعراض ماكبث بسبب قيامه بذلك أخيرًا. ومع ذلك، في الصباح، يذهب داف إلى الكازينو لإحضار دنكان، مما يؤدي إلى دخول ماكبث في حالة من الذعر وفي المقابل، تهدئه ليدي وتطلب منه تأخير داف حتى تتمكن من إصلاح مسرح الجريمة. يؤدي هذا إلى أن يطلب ماكبث من داف أن يخبره عن ليلته "ببطء وبالتفصيل" وهو ما يدركه داف على الفور كتكتيك استجواب. بعد أن يذهب داف لإحضار دنكان ويشهد مسرح الجريمة، يذهب ماكبث إلى حراس دنكان الشخصيين ويشرع في إطلاق النار عليهم وإلقاء اللوم عليهم في مقتل دنكان.

### الجزء الثاني. الفصول من 10 إلى 24
الفصل 10
تتجمع الشرطة لحل جريمة قتل دنكان، ويستمر ماكبث في إلقاء اللوم على سوينو لاستئجار حراس دنكان الشخصيين لقتله، لكن مالكوم لا يتفق معه. يتضمن هذا الفصل أيضًا صعود ماكبث إلى منصب المفوض الرئيسي واعترافه لبانكو بينما يطلب منه تشكيل تحالف بينهما وينتهي الأمر بأمر ماكبث لبانكو بقتل مالكوم.
الفصل 11
بناءً على أوامر ماكبث، يتسلل بانكو إلى سيارة مالكوم ويهدده بالقيادة إلى نهر مع تهديد حياة ابنته. ثم يتابع بانكو بإعطاء بانكو خيارين، إما أن يقتل نفسه بالقفز في النهر من تلقاء نفسه، أو أن يقتله بانكو وابنته ويمثل جريمة قتل وانتحار. يؤدي غياب مالكوم عن المحطة إلى تولي ماكبث مكانه في قيادة الاجتماع الجاري.
الفصل 12
على الرغم من أن بانكو معروف بولائه لماكبث، إلا أنه عصى أوامره بعدم قتل مالكولم وإرساله بدلاً من ذلك إلى المطار مع التهديد بقتل ابنته إذا عاد. كما يعزز هذا الفصل حقيقة أن ماكبث عاد إلى استخدام برو بشكل نشط مما أدى إلى إصابته بالهلوسة ورؤية أحلام مروعة.
الفصل 13
يقدم هذا الفصل فليانس، ابن بانكو، كتهديد لموقف ماكبث. علاوة على ذلك، يتزايد قلق ماكبث من الأشخاص من حوله عندما يبدأ في التخطيط لقتل بانكو.
الفصل 14
إن افتقار ماكبث للثقة ومسألة ولاء بانكو واضحة في هذا الفصل. وبسبب جنونه المستمر، يلجأ إلى نورس رايدرز من أجل استئجار قاتل لقتل بانكو.
الفصل 15
تستمر عقلية ليدي في التدهور في هذا الفصل، ويظهر حديثها مع ماكبث حول النجاح أنها الدافع الرئيسي لأفعال ماكبث.
الفصل 16
يتم تنفيذ جريمة قتل بانكو بنجاح من قبل نورس رايدرز، ويضحي بنفسه من أجل إنقاذ ابنه فليانس. يمثل هذا الفصل بطريقة ما نقطة تحول تدعم جنون ماكبث لأنه كان له يد في قتل شخصية والده الوحيدة.
الفصل 17
في هذا الفصل، تزداد شكوك داف بشأن ماكبث فيما يتعلق بقتل دنكان. ونتيجة لذلك، قرر الذهاب إلى لينوكس لمناقشة مخاوفه. يخبره أنه من أجل أن يضرب الخنجر دنكان بالطريقة التي فعلها، يجب أن يكون القاتل خبيرًا في رمي السكاكين وهو ما أشار الى ماكبث لأنه كاد أن يدخل السيرك بسبب قدراته على رمي السكاكين بشكل محترف. يتبع مشهد آخر مع ماكبث وهيكاتي في محادثة حيث تحذر هيكاتي ماكبث من مخاوف داف وتأمره بقتله. هذا يلمح أيضًا إلى أن لينوكس قد يكون مخبرًا لهيكاتي.
الفصل 18
يُلمح إلى أن لينوكس أيضًا مستخدم للمخدر برو من خلال ملاحظة داف لعينيه. يتضمن هذا الفصل أيضًا حب الجمهور المتزايد لماكبث.
الفصل 19
يتضمن هذا الفصل ترقيتين من قبل ماكبث الأولى إلى سيتون حيث تمت ترقيته إلى رئيس فرقة التدخل السريع، والثانية كانت تجاه داف، ومع ذلك فهو لا يعطي ماكبث إجابة مباشرة ويطلب بدلاً من ذلك إجازة يقبلها ماكبث على الفور. يتضمن الفصل أيضًا تلميحات عن قصة ليدي الخلفية المتمثلة في حملها في الثالثة عشرة وقتل طفلها بعد الولادة بفترة وجيزة.
الفصل 20
يواجه داف وماكبث سوينو وفرسان النورس مما يؤدي إلى قتل داف لسوينو والعديد من أعضاء نورس رايدرز الآخرين. كما ينهي داف علاقته بكيثنس ويصلح الأمور مع زوجته ميريديث.
الفصل 21
بعد إصلاح الأمور مع زوجته، تتعرض عائلة داف للقتل بشكل مأساوي ويشتبه في أن ماكبث وراء جرائم القتل. يؤدي هذا إلى هروب داف. علاوة على ذلك، يعقد ماكبث مؤتمرًا صحفيًا حيث يلوم داف على مقتل دنكان.
الفصل 22
يبدأ البحث عن داف، ويتم البحث في مكان كيثنيس بواسطة سيتون ولينوكس لكنهما لا يجدان شيئًا. كما قاموا بتفتيش المرآب حيث كادوا أن يمسكوا بدوف قبل أن تلفت رصاصتان في الحائط انتباه سيتون مما أدى إلى إدراك خاطئ بأن داف يجب أن يكون قد عاد إلى منزله. ينتهي الفصل ببدء داف في تغيير مظهره لأنه لا يزال مختبئًا.
الفصل 23
استيقظ ماكبث على يد أحد موظفي ليدي المخلصين، جاك، لأنه قلق عليها بسبب سيرها أثناء النوم على السطح. أثناء فحصها عن كثب، وجدوا أن ليدي تحاول إرضاع جثة طفل ميت مما يزيد من ندمها العميق على قتل طفلها البكر.
الفصل 24
تنحدر عقلية ليدي بشكل أكبر إلى دوامة هبوطية، ويجري ماكبث مقابلة مع المراسل والت كايت حيث يناقش جرائم داف وحالة بلدة فايف.

### الجزء 3. الفصول 25-44
الفصل 25
تم تشخيص ليدي بالذهان ويشتبه ماكبث في أنها تستخدم المخدرات. يتم استكشاف قصتها الخلفية بشكل أكبر حيث تم الكشف عن أنها حملت من والدها في سن الثالثة عشرة، ثم قامت والدتها بطردها. اعتقدت ليدي أن طفلها يشبه والدها كثيرًا مما أدى إلى تحطيم وجه طفلها على الحائط. علاوة على ذلك، يتم تقديم التنافس بين العمدة تورتيل وماكبث عندما يتحدى العمدة ماكبث حول كيفية اعتقال هيكاتي، ثم يتبع ذلك مناقشة ماكبث مع جاك لتوريط العمدة من أجل الاستيلاء على المدينة.
الفصل 26
نظرًا لأن داف لا يزال هاربًا، فقد بدأ العمل في مطعم يقع على متن قارب واتخذ اسم جونسون. يكشف هذا الفصل أيضًا عن معاملة العميل الرهيبة لداف، ويدخل في قتال مع مهندس يُدعى هاتشينسون يعمل أيضًا على متن القارب.
الفصل 27
تقام جنازة دنكان ويذهب أنجوس، وهو ضابط شرطة زميل، إلى كيثنيس ولينوكس ليعترف بأن ماكبث أمره بقتل داف وعائلته. وينتهي الفصل بإبلاغ ماكبث بالعثور على مكان داف.
الفصل 28
يكشف المهندس هاتشينسون عن داف بينما كان يحلم بعائلته، ويشرع في إبلاغه أن الشرطة تلاحقه، معتبراً أنه أبلغ داف بحقيقة أن داف لم يبلغ عنه عندما سأله القبطان عن قتالهم. وينتج عن هذا هروب داف من القارب.
الفصل 29
يلتقي أنجوس بالمراسل والت كايت ويشرع في إبلاغه بالحقيقة وراء جرائم قتل عائلة داف. ويتقدم الفصل مع وصول سيتون إلى القارب واكتشافه أن داف هرب مرة أخرى.
الفصل 30
يتذكر داف عنوانًا معينًا أعطاه إياه بانكو قبل وفاته ويرأسها، مما يؤدي إلى العثور على مالكولم وفلاينس ويقرران توحيد قواتهما للعمل ضد ماكبث.
الفصل 31
يكتشف ماكبث أن أنجوس كان يخبر الناس عن جرائم قتل عائلة داف ويجري مناقشة مع لينوكس حول حقيقة أن أنجوس جاء إليه بهذه المعلومات، ولم يخبر ماكبث. ثم يأمر ماكبث لينوكس بقتل أنجوس بمساعدة سيتون ويمتثلان. علاوة على ذلك، تظهر ليدي في مكتب ماكبث لأنها تشعر بتحسن فجأة وتقترح أن يقتل ماكبث هيكاتي.
الفصل 32
تلتقي ليدي وماكبث بالعمدة ويأمرانه بدعم ماكبث في الانتخابات القادمة.
الفصل 33
في هذا الفصل، يتم إبلاغ هيكاتي أن ماكبث يحاول قتله. كما يلتقي كيثنيس مع فليانس وداف ومالكوم وينضم إلى قواتهم.
الفصل 34
يذهب ماكبث إلى هيكاتي بحقيبة مليئة بالذهب كشكر على مساعدته، ولكن في الواقع، تحتوي حقيبته على قنبلة. وفي الوقت نفسه، يذهب هيكاتي إلى كازينو ليدي لإبلاغها بأنه يعرف خططهم، ويسخر منها باسم ليلي الذي تم الكشف عنه لاحقًا على أنه اسم طفل ليدي الأول.
الفصل 35
يكتشف ماكبث أن هيكاتي علمت بخطته، ويهرب أثناء ترك القنبلة. ثم يشرع العمدة في عقد مؤتمر صحفي يعترف فيه بأنه كان لديه علاقة خارج نطاق الزواج وأنجب ابنًا غير شرعي، مما يلغي تهديدات ماكبث ضده.
الفصل 36
داف يقوم بالشرح لكاثنس أن ماكبث تعرض لإساءة وحشية من قبل رجل يُدعى لوريال كان يعمل في دار الأيتام، فيقول "كان يسيء معاملة ماكبث منذ أن كان يتذكر. لم أصدق أذني. لقد فعلت لوريال به أشياء لا يمكنك تخيل أن يفعلها أي شخص لشخص آخر أو يجد فيها أي متعة." ويواصل شرح أنه هو وماكبث شرعا في قتله، ولم يكتشف أحد أنهما كانا. يعترف داف أيضًا بأنه كان يشعر بغيرة شديدة من ماكبث ووصل الأمر إلى مواعدة ميريديث والزواج منها في النهاية والتي كانت علاقة ماكبث بها قصيرة في السابق.
الفصل 37
تتصل كيثنيس بماكبث لتحديد هوية الجثة التي تشك في أنها لفليانس، ولكن عندما يصل ماكبث يتبين أن داف هو الشخص الموجود في كيس الجثث ويهدد باعتقال ماكبث الذي يسارع بالهروب بمساعدة جاك.
الفصل 38
يأمر ماكبث لينوكس ,أولافسون وسيتون بقتل العمدة. ومع ذلك، يفشلون بسبب تغيير لينوكس لرأيه وحماية العمدة بجسده بعد أن أطلق عليه سيتون النار. يهرب ابن العمدة، كاسي، ثم يعثر عليه سيتون.
الفصل 39
يزور داف لينوكس في المستشفى بعد أن يتبين أنه مشلول الآن من الخصر إلى الأسفل، ثم يطلب لينوكس من داف قتله بالوسادة كعمل من أعمال الرحمة، لكن داف يرفض. بدلاً من ذلك، يطلب منه الاعتراف بالكامل أمام أحد المراسلين حتى يتمكنوا من استخدامه في محكمة قانونية ضد ماكبث.
الفصل 40
تموت ليدي، فتنتحر بتناول جرعة زائدة من المخدرات، ويفقد ماكبث مشاعره عندما يجد جثتها. وعلاوة على ذلك، بعد اعتراف لينوكس، تستطيع الشرطة أخيرًا إصدار أمر قضائي. تحدث وفاة ليدي، فتقوم بالانتحار بسبب جرعة زائدة من المخدرات، ويفقد ماكبث مشاعره عندما يجد جثتها. وعلاوة على ذلك، بعد اعتراف لينوكس، تتمكن الشرطة أخيرًا من إصدار أمر اعتقال لماكبث الذي يسخر من العمدة بابنه الذي اختطفه سيتون سابقًا من أجل إعلان حالة الطوارئ.
الفصل 41
تتحد معظم قوات الشرطة والقوات الرسمية من أجل هزيمة ماكبث ويتجهون إلى إنفرنيس حيث كان يقيم.
الفصل 42
يتم اقتياد لينوكس خارج المستشفى على كرسيه المتحرك، ثم يذهب إلى مكتب هيكاتي حيث يسقط قنبلة يدوية هناك. تنفجر القنبلة مع وجود هيكاتي داخل الغرفة. المضي قدمًا، يتم تنفيذ الهجوم على ماكبث. يصعد فليانس إلى سطح إنفرنيس، ويطلق عليه ماكبث النار، لكنه لا يموت. بعد محاولة اقتحام عدة مرات، يحصلون على قطار البلدة القديمة المسمى بيرثا، ويقودونه إلى إنفرنيس. يُصاب ماكبث بجروح بالغة من الثريا نتيجة لذلك، ثم يشرع داف في قتله بسيف على الرغم من قول ماكبث وفقًا لنبوءته "لا يمكن لأي رجل مولود من امرأة أن يقتلني. هذا وعد هيكاتي". ومع ذلك، يبلغه داف أنه لم يولد من امرأة، لكنه قطع من أمه.
الفصل 43
تموت هيكاتي ببطء بسبب جروحها؛ يتضمن هذا الفصل أيضًا عواقب الهجوم على ماكبث وإصلاح المدينة.
الفصل 44
ينتهي الفصل الأخير من الرواية بإدراك داف بأهمية مهمته، لكنه ينتهي بملاحظة إيجابية لحقيقة أن معدلات الجريمة انخفضت بعد وفاة ماكبث.

## الموضوعات

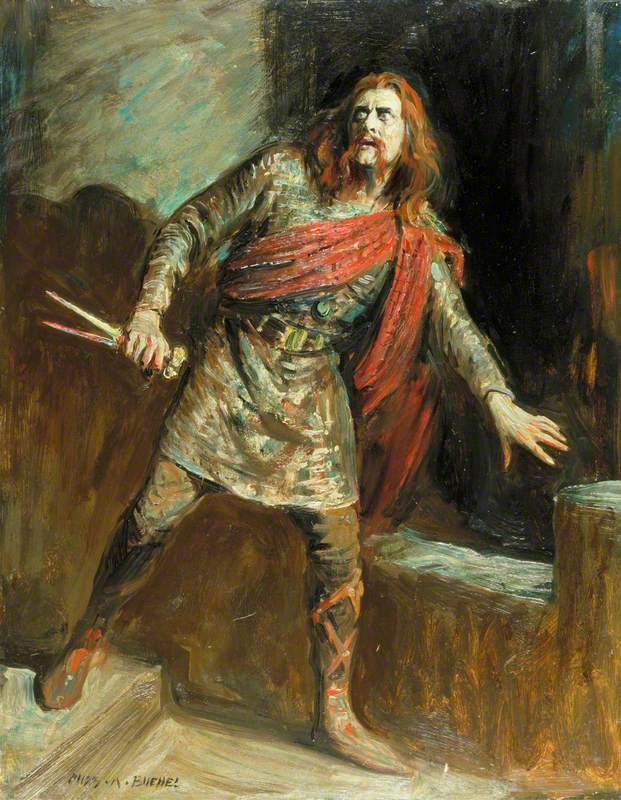
المسرحية ماكبث التي يعيد سردها نيسبو في روايته

الصعود إلى السلطة: على الرغم من أن صعود ماكبث إلى السلطة قد يبدو إيجابيًا في البداية، إلا أنه كان بمثابة أحد العوامل الرئيسية التي دفعته إلى الجنون.
الشعور بالذنب: ينعكس الصراع مع الشعور بالذنب في شخصية ماكبث وليدي بعد ارتكابهما جرائم القتل؛ إما بشكل مباشر أو كشريكين.
الصداقات والخيانة: توصف علاقة ماكبث بفرقته بأنها عامل إيجابي، ولكن في النهاية، فإن انحداره إلى الجنون والسماح للسلطة بالتسلل إلى رأسه هو ما دفعه إلى خيانة من حوله، وخاصة بانكو.
الجنون: يلعب جنون ماكبث دورًا كبيرًا في الرواية. فهو يعمل كدافع رئيسي لارتكاب جرائمه، كما أنه بمثابة وسيلة للتعاطف مع شخصيته بسبب تدهور صحته العقلية.
الفساد والعنف: يعد مكان الرواية مهمًا للغاية لأنه يعكس شخصية ماكبث. فمثله كمثل المدينة التي يعيش فيها، يفسد أيضًا عندما يتذوق السلطة، ويتم تقديمها كنقطة اللاعودة. تمامًا مثل مدمني المخدرات في المدينة.
الحرية: تصبح إرادة ماكبث الحرة موضع تساؤل. عندما يتم إخباره بنبوءاته، تتاح له الفرصة لتجاهلها والمضي قدمًا في يومه. ومع ذلك، قرر تضمين ليدي فيها مما يجعله بدوره يحول إرادته الحرة إلى قدر.

## السياق التاريخي
1. خلال فترة السبعينيات، واجه العالم وأوروبا بشكل خاص انتفاضة وباء المخدرات والفساد والوحشية للشرطة، على سبيل المثال، خلال السبعينيات في المملكة المتحدة، التي تعد مسرحًا للرواية، اندلعت معارك منتظمة "بين الشرطة والمحتجين"[8]، وهو ما ينعكس في الرواية.
2. وبالمثل، في تلك الحقبة، واجه العالم معدل بطالة مرتفعًا بسبب الثورة الصناعية، وفقًا لغاليا وفلاهوف: "ارتبطت البطالة بارتفاع معدلات تعاطي التبغ والمخدرات غير المشروعة وكذلك إدمان الكحول والمخدرات غير المشروعة".[9]أحد أمثلة الوحشية للشرطة

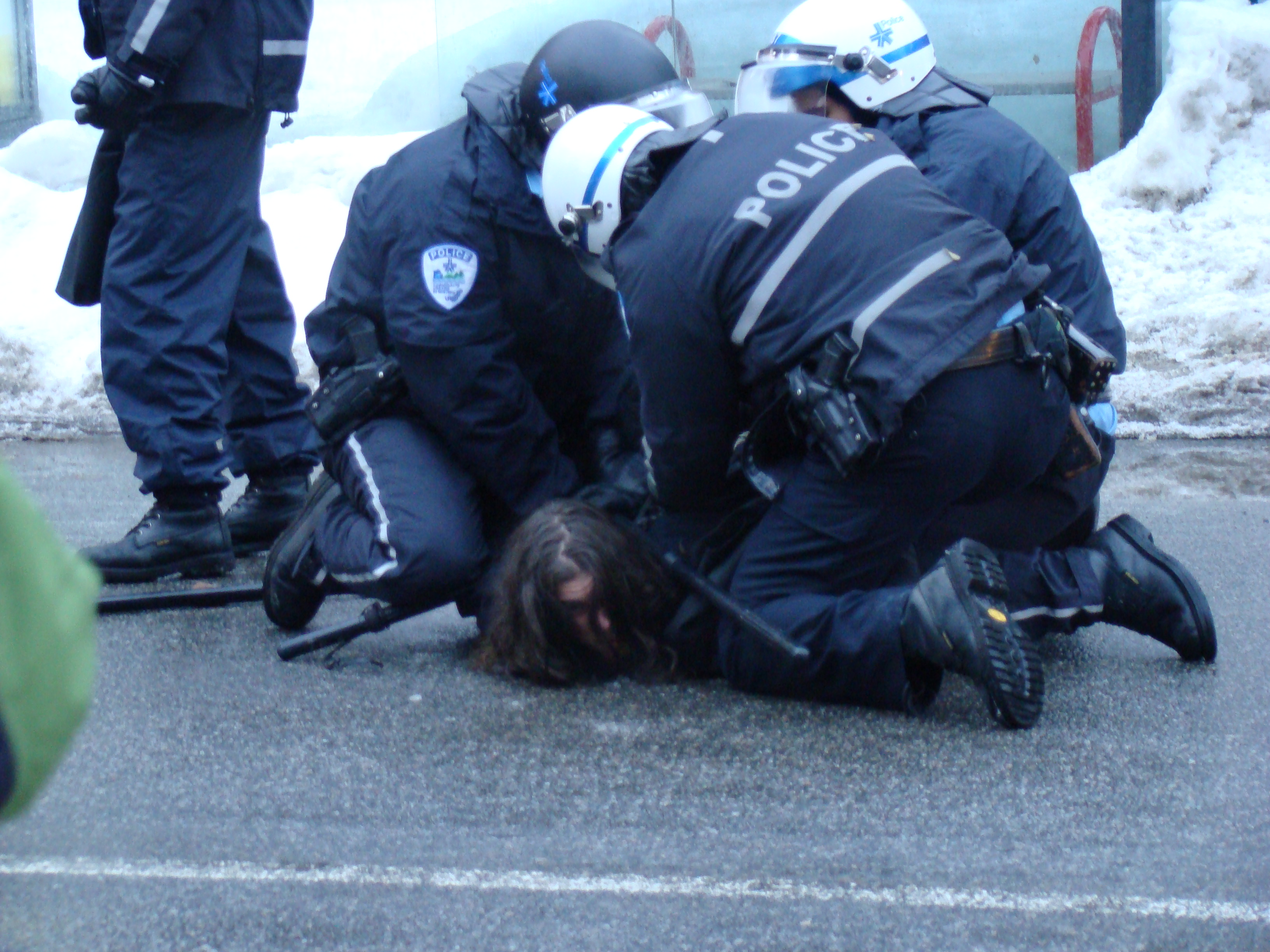
أحد أمثلة الوحشية للشرطة

## الاستقبال
تلقت رواية ماكبث ليو نيسبو آراء متباينة من الصحافة والجمهور لأسباب متعددة مثل:
1. طول الرواية: تلقت الرواية التي يبلغ طولها 500 صفحة آراء متباينة بسبب طولها. بينما زعم بعض الناس أن طولها 500 صفحة كان مبررًا، زعم آخرون أن الصفحات استمرت بتفاصيل تبسيطية لم يكن من الضروري تضمينها بالضرورة. تقول سكولز: "في 500 صفحة، لا يبدو أن الكتاب ينتهي أبدًا. وينطبق هذا بشكل خاص على المواجهة النهائية، والتي على الرغم من كونها سلسلة من الأحداث، إلا أنها تسير ببطء شديد"[10]
2. اتباع المادة المصدرية: زعم معظم النقاد أن نيسبو كان قريبًا جدًا من المادة المصدرية، ولم يكن بها أي ابتكار أو كان قليلًا. يزعم قينش أن "هناك أنانية حقيقية في الطريقة التي يسرد بها قصة شكسبير المضيئة على مدى فترة طويلة لا تصدق، وعلى طول الطريق يواصل الحديث عن الهراء الفلسفي حول القوة والذنب والخسارة."[11]